# يون سونغ هي
يون سونغ هي (بالكورية: 윤성희)‏ (1973 في كوريا الجنوبية)؛ روائية كورية جنوبية. درست في جامعة تشونغجو.